# Cabeankunti
Cabeankunti is een bestuurslaag in het regentschap Boyolali van de provincie Midden-Java, Indonesië. Cabeankunti telt 3918 inwoners (volkstelling 2010).